# Baltasinsky (distrito)
Baltasinsky é um distrito do Tartaristão, uma das repúblicas da Rússia.